# Manfred Möck
Manfred Möck (ur. 15 lutego 1959 w Sangerhausen) – niemiecki aktor filmowy i telewizyjny. Wystąpił w ponad 110 filmach i serialach telewizyjnych. Wraz z Jörgiem Pose zdobył Srebrnego Niedźwiedzia dla najlepszego aktora na 38. MFF w Berlinie za rolę w wyprodukowanym w NRD filmie Jeden drugiego brzemiona noście (1988) Lothara Warnekego.